# تپه پر گلی
تپه پر گلی مربوط به سده‌های اولیه، میانه و متاخر دوران‌های تاریخی پس از اسلام است و در شهرستان کبودرآهنگ، بخش گل تپه، دهستان گل تپه، شرق روستای سوباشی واقع شده و این اثر در تاریخ ۷ اسفند ۱۳۸۶ با شمارهٔ ثبت ۲۱۵۸۹ به‌عنوان یکی از آثار ملی ایران به ثبت رسیده است.